# 尾賀真城
尾賀 真城（おが まさき、1958年12月2日 - ）は、日本の経営者。サッポロビール社長を務めた。東京都出身。

## 経歴・人物
1982年に慶應義塾大学法学部を卒業し、同年にサッポロビールに入社した。2009年に執行役員に就任し、2010年に常務を経て、2013年3月には社長に就任。2017年1月にはサッポロホールディングス社長に就任。